# École illustre
Une école illustre, ou Athenaeum Illustre, est un établissement d'enseignement supérieur créé dans les Provinces-Unies, à partir du XVIe siècle. Ces institutions assurent une formation classique mais ne sont pas habilitées à délivrer de diplômes universitaires, notamment le doctorat. 
Plusieurs universités ont évolué à partir de ces écoles illustres, ou académies.

Les Provinces-Unies (1588-1795)

## Histoire
Les écoles illustres les plus réputées sont celles d'Amsterdam, connue sous le nom d'Athenaeum Illustre (1632), l'Athenaeum Illustre de Deventer (1630), l'école illustre connue également sous l'intitulé de Collège Auriacum de Breda (1646), et l'école illustre de Rotterdam (1681). 
D'autres villes ont établi des collèges : les premières fondations ont lieu en actuelle Belgique, à Bruges (1541) et Gand (1578). Dans les Provinces-Unies, celle de Dordrecht (1579), est suivie par les établissements de Middelbourg (1592), Harderwijk (1600), Zutphen et Groningue (1614), Utrecht (1634), Bois-le-Duc (1636), Nimègue (1655), et Maastricht (1682).
Guillaume III fonde, en 1697,  une école illustre (Gymnase academicum) à Lingen, ville rattachée après sa mort au comté prussien. Enfin, une tentative de fondation d'une école illustre à La Haye (1710) a échoué.
Ces collèges sont créés par les municipalités ou parfois les régions, comme c'est le cas pour Nimègue. Certaines de ces écoles illustres ont accédé au statut de université, c'est le cas à Utrecht (1636), Groningue, Harderwijk (1648) et Nimègue (1656).

## Les six académies des Provinces-Unies
Plusieurs écoles illustres sont devenues des universités, sans subir d'interruption institutionnelle. La plus ancienne université est celle de Leyde, fondée vers 1575. L'université de Franeker, fondée à Franeker en 1585 et fermée en 1811 vient après. Puis c'est l'école illustre de Groningue qui accède au rang d'université (1614) suivie par celle d'Utrecht (1636), de Harderwijk (1648) et Nimègue.
D'autres écoles illustres, contemporaines de l'existence d'universités, comme à Amsterdam, Maastricht, Nimègue et Rotterdam, sont fondées ultérieurement. L'Athenaeum Illustre d'Amsterdam donne naissance en 1815 à l'université d'Amsterdam, d'abord administrée par la ville avant de rejoindre le système universitaire ordinaire néerlandais.

## Galerie

Écoles illustres et universités néerlandaises
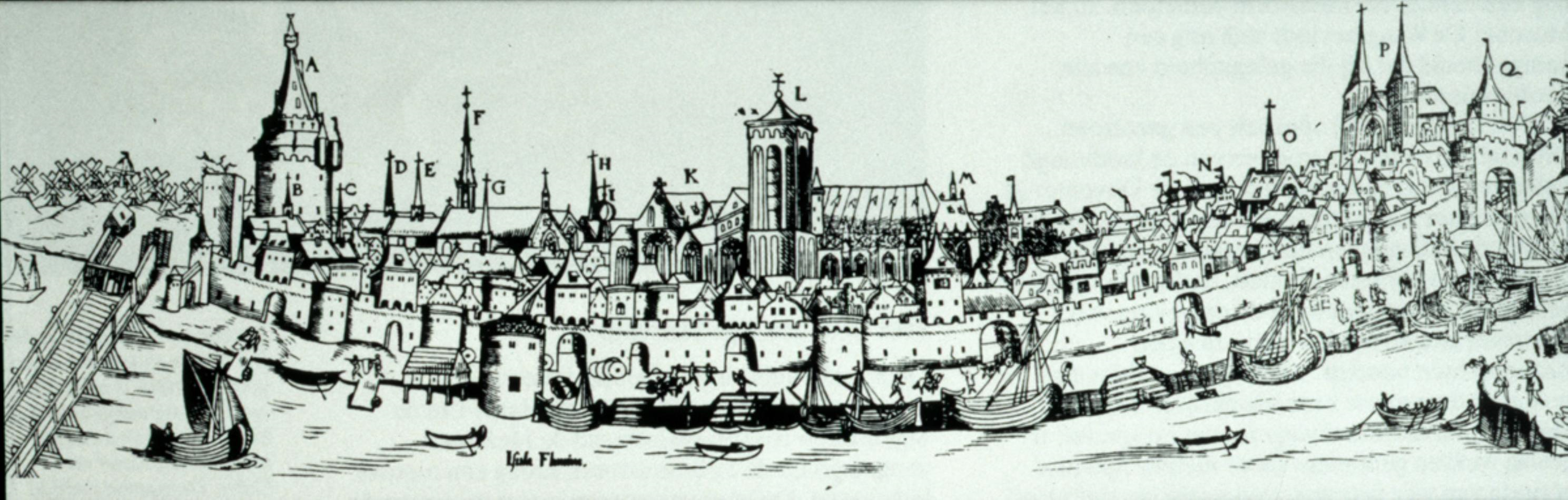
Deventer en 1550.
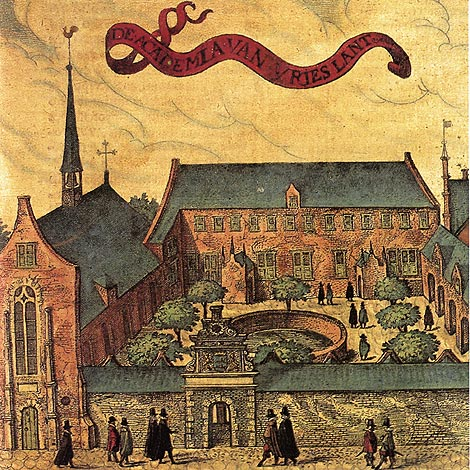
Université de Franeker, fondée en 1585 comme école illustre.
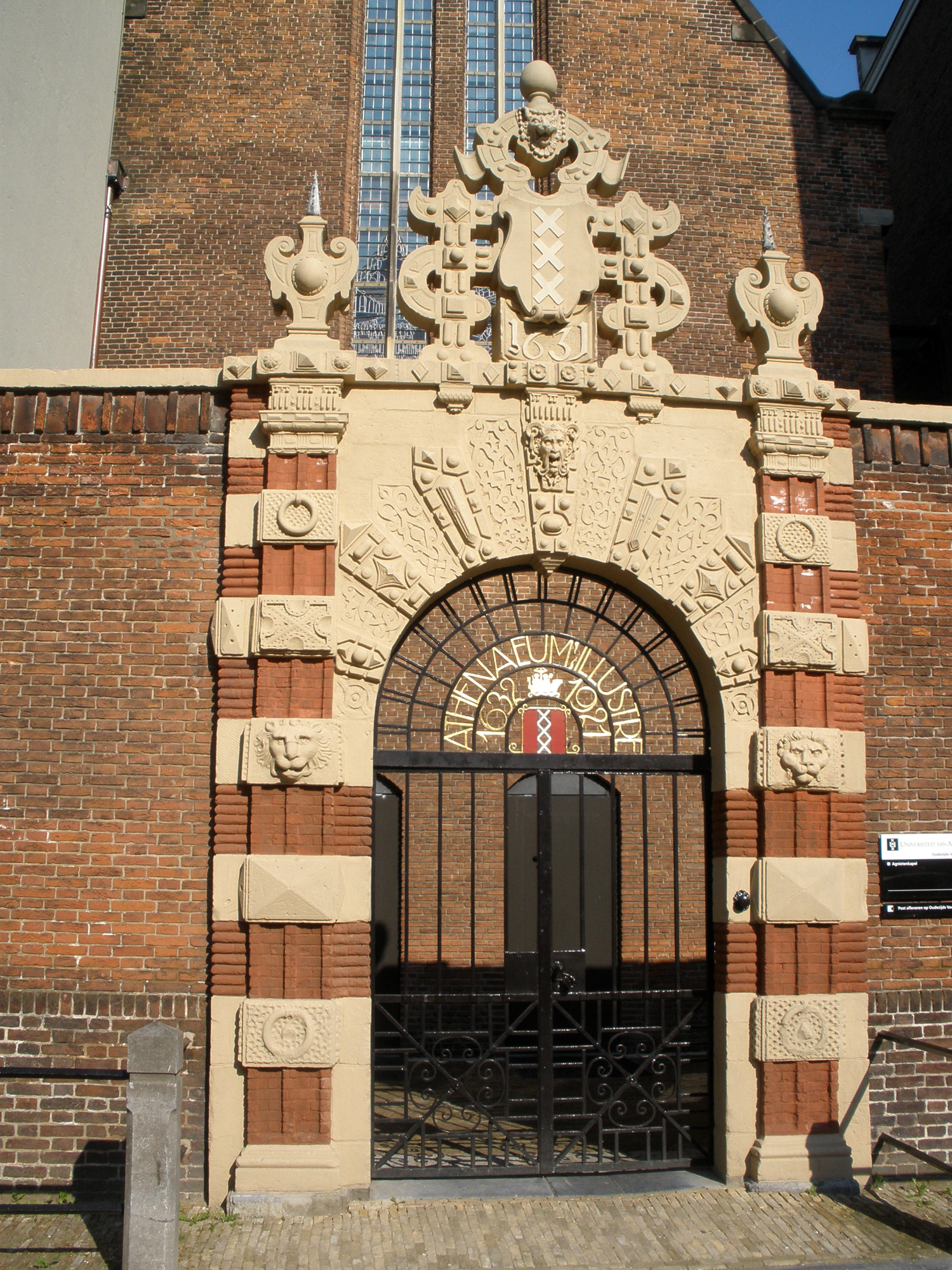
Portail de l'Athenaeum Illustre d'Amsterdam, et les dates 1632 et 1921.
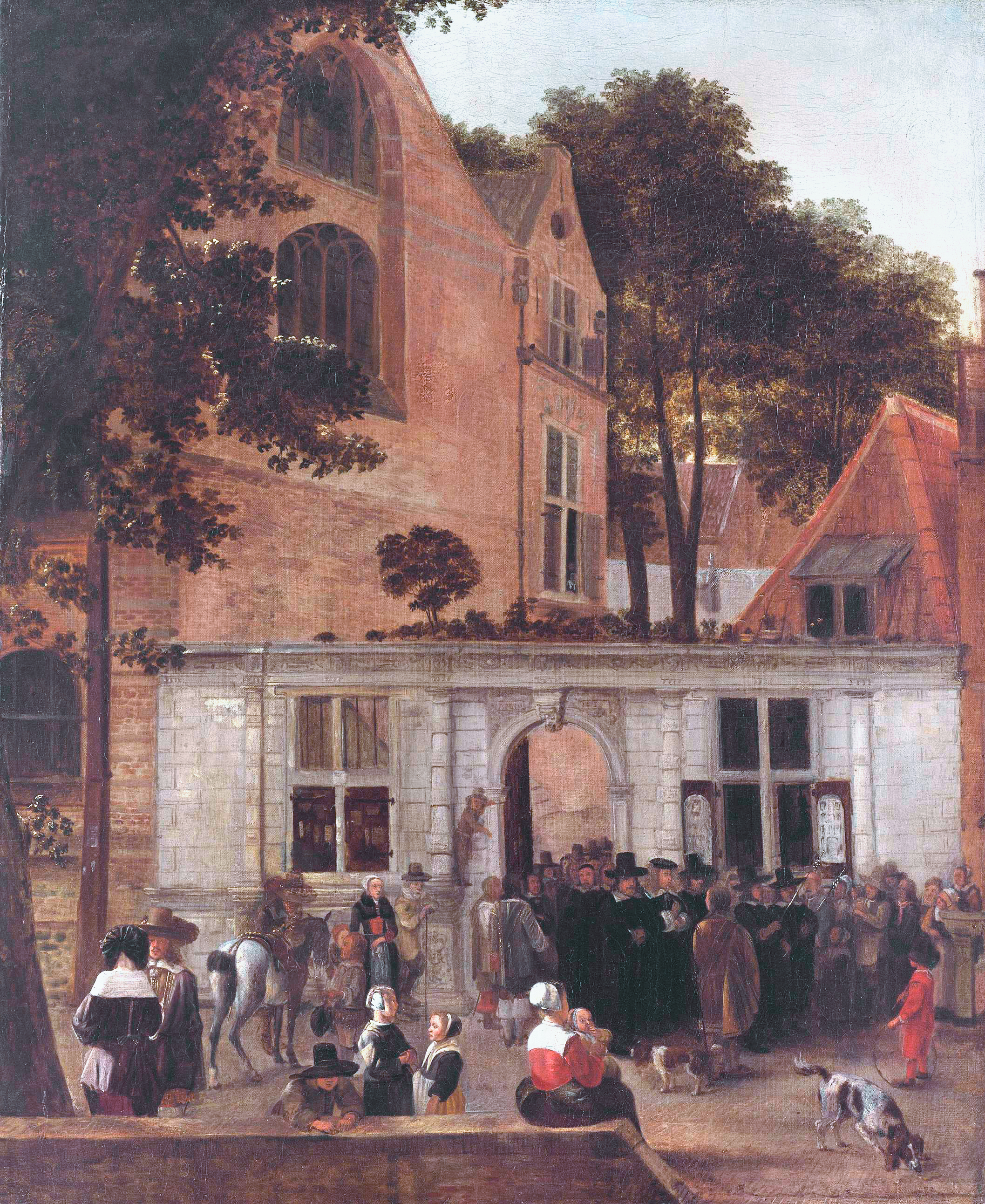
Une remise de diplômes à l'université de Leyde (c.1650).
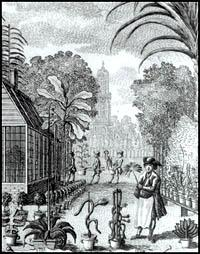
Jardins botaniques de l'université d'Utrecht (XVIIe siècle)